# Sordromo
Sordromo fue una banda de rock uruguayo que nació en 1997; en su corta pero exitosa carrera grabaron 3 discos de estudio, un EP y participaron de un disco tributo a Neruda.

## Historia
En octubre de 1998 grabaron su EP llamado Supermarket, este disco los dejó muy bien posicionados dentro del rock uruguayo que por esa época estaba en auge.
Luego de este éxito la banda decidió apostar a más grabando en el año 2000 su primer disco de estudio titulado Aquí...ahora... producido por Juan Campodónico. Dicho disco salió a la venta en septiembre de 2000 y agotó su primera edición antes de fin de año.
Después de las buenas críticas por diarios y revistas del país comienza a rodar el “Circuito Sordromo” que los llevó a recorrer todo el interior del Uruguay, algo que para ese momento no era algo muy común para una banda de rock.
En el año 2002 hay un cambio de sello discográfico de Koala records a Bizarro records grabando un nuevo disco: Salvando la distancia.
Este disco fue su primer disco de oro por su récord de ventas, gracias a la gran difusión de sus temas en las radios.
En el 2003 fueron los que tuvieron el honor de abrir el segundo día del primer Pilsen Rock compartiendo escenario con Vinilo, Once Tiros,
No te va gustar y La renga.
Los amigos invisibles es su último trabajo editado en el 2004.
Nuevamente tocan en el Pilsen Rock 2005 pero esta vez no están encargados de abrir, comparten escenario con Placebo For Export, RendHer, Boomerang, La Triple Nelson, Buitres después de la una, Once Tiros, La Trampa y No te va gustar.
En agosto de 2007 la banda publica en su página web que se habían separado.

## Integrantes

### Última formación
- Rodrigo Gómez: voz principal, guitarra (1997-2007)
- Fernando Varela: batería (1997-2007)
- Marcelo Gezzio: bajo (2002-2007)
- Martín Craciun: guitarra (2004-2007)

### Exintegrantes
- Natalia Anido: voz (1997)
- Alfonso Ortíz: bajo (1998-1999)
- Mario Davrieux: bajo (2000-2001)
- Julio Berta: guitarra (2002-2003)

## Discografía
- Supermarket (1998) (CD, Koala Records, KR 1942-2)
- Aquí...ahora... (2000) (CD, Koala Records, KR2272-2)
- Salvando la distancia (2002) (CD, Bizarro Records 2758-2)
- Los amigos invisibles (2004) (CD, Bizarro Records 3134-2)

### Misceláneas
- Perdón por existir (demo) (1997) (Cassette)
- Sordromo (1998) (CD, Promo, grabado en Studio Record). Incluye 3 temas.

### Compilaciones / Varios Artistas
- Perdidos (2000) (CD, Koala Records, KR 2350-2). Incluye: Sr. Spock II.
- Uruguay (2001) (CD, Zona De Obras, ZdeO 025). Incluye: Me quedo contigo.
- MVDROCK 1 (2003) (CD, Bizarro Records, 2924-2). Incluye: Las cosas del querer.
- Marinero en Tierra - Tributo a Neruda Volumen 2 (2004) (CD, Warner Music, Bizarro Records, 5046-75719-2). Incluye: Poema 12.